# Intraville
Intraville település Franciaországban, Seine-Maritime megyében. Lakosainak száma 313 fő (2018. január 1.). Intraville Bellengreville, Envermeu, Glicourt, Gouchaupre, Greny és Tourville-la-Chapelle községekkel határos.

## Népesség
A település népességének változása:
| Lakosok száma | 156  | 154  | 154  | 186  | 202  | 243  | 275  | 282  | 312  | 313  |
|               | 1962 | 1968 | 1975 | 1982 | 1990 | 2008 | 2013 | 2015 | 2017 | 2018 |